# بغنونية كبيرة الأوراق
بغنونية كبيرة الأوراق (الاسم العلمي: Bignonia macrophylla) هو نوع من النباتات يتبع جنس البغنونية من الفصيلة البنيونية.